# Nadaillac-de-Rouge
 Nadaillac-de-Rouge  es una comuna y población de Francia, en la región de Mediodía-Pirineos, departamento de Lot, en el distrito de Gourdon y cantón de Payrac.
Su población, según el censo de 1999, era de 101 habitantes.
Está integrada en la Communauté de communes Haute Bourriane .

## Demografía
| 82 | 89 | 86 | 92 | 96 | 101 |
| Para los censos de 1962 a 1999 la población legal corresponde a la población sin duplicidades (Fuente: INSEE [Consultar]) |    |    |    |    |     |